# Йордан Соколов
Йордан Георгієв Соколов (болг. Йордан Георгиев Соколов; 18 січня 1933, Софія — 24 лютого 2016) — болгарський юрист і політичний діяч

## Освіта і політична кар'єра
Закінчив юридичний факультет Софійського університету ім. Святого Климента Охридського (1956). Після отримання освіти працював у Національному арбітражному суді (1956–1958), а потім більше двадцяти років він керував власною юридичною фірмою у столиці (1958–1980).
У кінці 80-х він став одним із засновників Клубу за демократію, яка потім — у грудні 1989 року — вступив до Союзу демократичних сил. Член Народних зборів Болгарії з 1990 по 2005 рік.
Юридичний радник президента Желя Желева (1990–1991), потім був міністром внутрішніх справ в уряді Філіпа Дімітрова (1991–1992) і одним з лідерів Союзу демократичних сил. Голова Парламенту Болгарії з 1997 по 2001.
Одружений, мах двох дітей. Володіє французькою та російською мовами.